# AUCTeX
AUCTeX (AUCΤΕΧ) — это расширяемый пакет для написания и форматирования TeX-файлов в Emacs и XEmacs.
AUCTeX предоставляет подсветку синтаксиса, умные отступы и форматирование, предпросмотр математических формул и других элементов непосредственно в редактируемом буфере, умную свёртку синтаксических элементов, дополнение макросов и окружений. Он также поддерживает самодокументируемый формат .dtx из проекта LaTeX и, в ограниченной степени, ConTeXt и plain TeX.
AUCTeX был создан на основе пакета ‘tex-mode.el’ из Emacs 16 студентами из Aalborg University Center (сейчас Ольборгский университет), отсюда и название AUCTeX.
AUCTeX распространяется под GNU General Public License.